# イボイボナメクジ

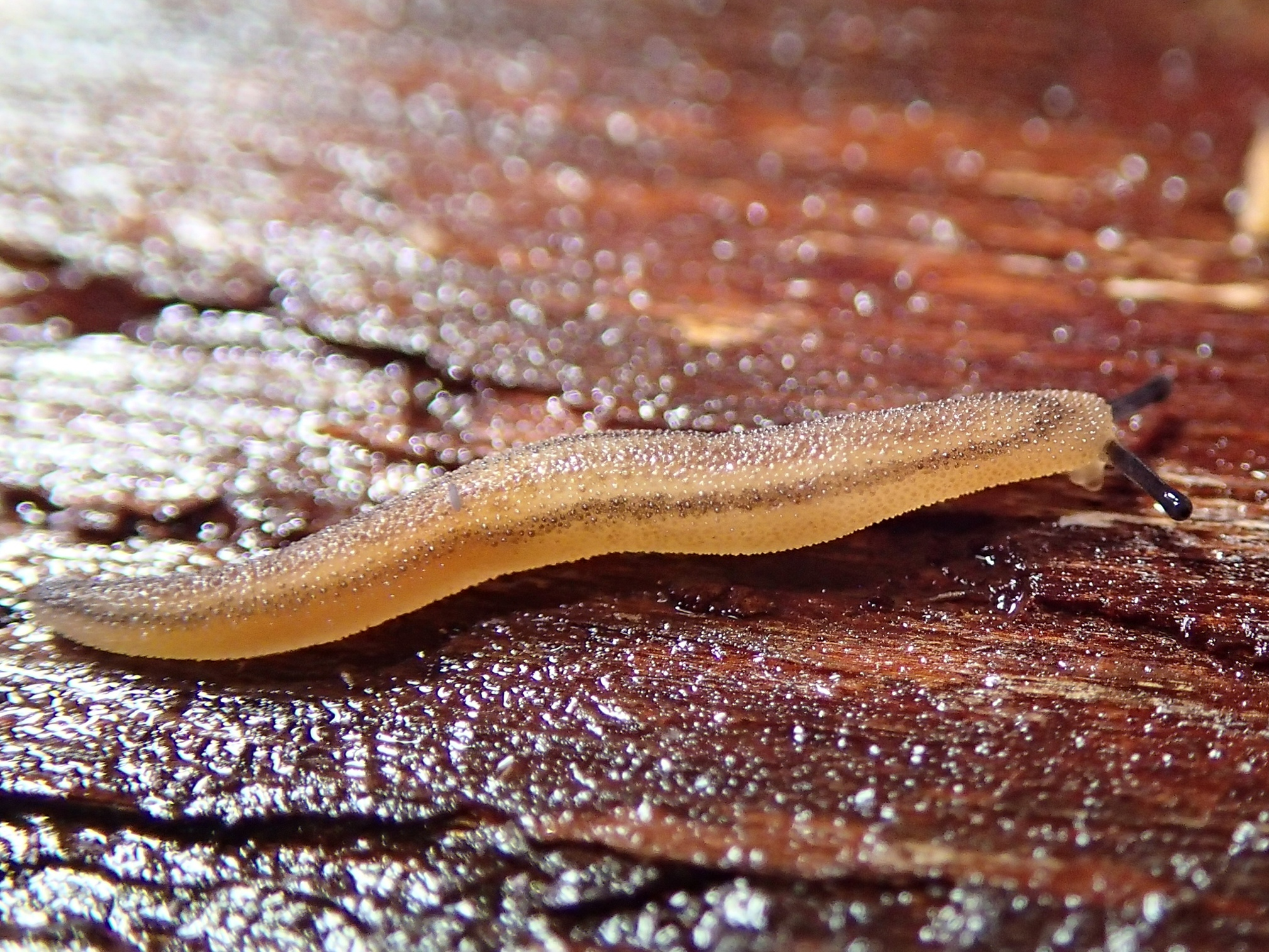
体は細長く伸びる。

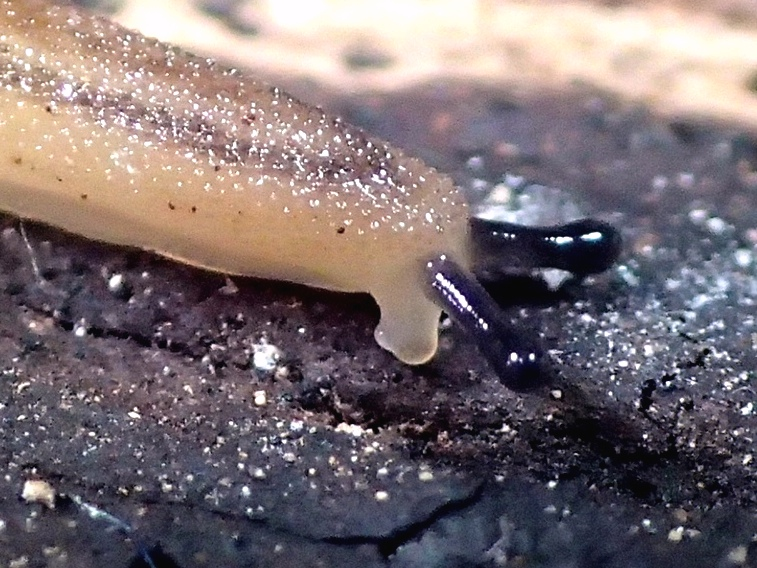
小触角はやや幅広く、先端は僅かに二股状を示す。

イボイボナメクジ（疣疣蛞蝓、学名：Granulilimax fuscicornis）は、ホソアシヒダナメクジ科に分類される陸産貝類の1種。他の陸産貝類を捕食する肉食性の小型のナメクジである。背面全体に小さな顆粒状突起があり、それが和名の由来になっている。一般に馴染みのある柄眼類のナメクジ類とは異なり、ドロアワモチやアシヒダナメクジと同じ収眼類に属する。属名は「顆粒のあるナメクジ」、種小名は「黒っぽい触角の」という意味。

## 分布
- 日本

本州（山梨県以西）、御蔵島、四国（香川県がタイプ産地）、九州、沖縄などからの記録がある。
しかしこれらの広い地域から報告されたものには、外見での区別が難しい隠蔽種が複数含まれている可能性が高いとされ、実際の種の分布状況は必ずしも明らかでない:41。

## 形態
外見
体長は伸びたところで25-35mm、小型で非常に細長い。アルコール固定標本では縮んで体長15-25mm、幅2.5-3mmとなる。貝殻はなく、背面全体を外套が覆っている。その表面を常に「細密な顆粒」が覆っている。体の色は黄褐色で、背面には縁取るように黒褐色の縦線があり、この縦線は前後両端でつながって細長い1個のリング状紋となっている。リング状紋の内側の背部中央部もうっすらと暗色がかる。
大小2対の触角は灰褐色で、大触角は特に黒く、先端には目がある。小触角の先端はわずかに二股状を示し、前方の一枝はやや丸く大きく、後方の一枝はやや小さい。歩く時には下面に位置する小触角で盛んにものに触れる行動をとる。
内部形態
内部形態のうち、知られているのは原記載で図説された生殖器のみである。しかし原記載に示された生殖器の特徴は、以下に示されるとおりホソアシヒダナメクジ科の一般的なそれとは全く一致しない。なお、このグループは雌雄同体で同一個体が雌雄の生殖器を持つ。
- 原記載：雌雄の生殖器は末端で合流して体表に共通の開口部をもつ。

本科の一般的特徴：雌雄の生殖孔は合流することなく離れた位置に開口する。雄の生殖孔は右小触角のすぐ後ろに開口し、雌の生殖孔はより後方の体の右側で肛門、呼吸孔、雌の生殖孔の3孔が寄り集まるように近接して開口する。
- 原記載：端部に牽引筋をもつ長大な交尾嚢が雌雄の生殖器の合流部付近から分岐する。

本科の一般的特徴：交尾嚢は雄性部から遠く離れた雌性部の膣から短く分岐し、牽引筋も付いていない。なお雄性部の開口部付近には、牽引筋をもつ Simroth gland （”Simroth 腺”）と呼ばれる左右一対の器官のうちの右側の腺が連結するが、その様子はイボイボナメクジの原記載中で示された交尾嚢の位置や形にやや似ている。
これらの不一致には、原記載当時全く系統の異なるナメクジ科の種と判断されたことも影響を及ぼしている可能性があるが、およそ10年後に記載者自身によって本種がホソアシヒダナメクジ科に移された際にも、生殖器については特に言及されなかった。この点について他の研究者らからは「本科の特徴とは大きく異なる解剖結果に対する訂正報告がなされておらず…」との表現により、本来であれば訂正されるべきものであるとの指摘もなされている:37。

## 生態
生息環境
多くの地域で地上で発見されているが、樹上での発見例もある。動きは遅い。乾燥時には落葉下などにおり、また夏期や冬期にはガレ場の転石下に隠れるとの推定もある:40。
食生
肉食性で、陸産貝類を捕食することが知られており、カタツムリ類の殻口から体を差し入れたり獲物の殻に孔を開けたりして、吻を長く伸ばして肉を食べる:39。過去には、這い跡をたどって後方から獲物の貝に近づき、消化液を殻口から注入して溶解したものを吸うとの観察報告があるが、少なくとも消化液の注入や溶解物の吸引に関しては否定的に受け取られている。
なお本科の貝類の食性として、陸産貝類以外にも植物質のものや菌類も食べるとされており、本種に関してもその可能性があるが、自然界での食性については十分には知られていない。
繁殖
詳しくはわかっていないが、愛知県産の個体が5-6月に産卵したのが観察されており、卵は直径1.5mmほどの球形で、産卵直後は無色透明で3週間で孵化する。1回の産卵数は少ないという。成熟までの期間や寿命については不明とされる。

## 分類
経緯
湊は1981年に徳島県で採集された本種標本を見て、これをナメクジ科ナメクジ属の新種と判断したものの、単一個体であったためツブツブナメクジという暫定的な和名だけを示して判断を保留した。その後あちこちで、それぞれごく少数個体ながらも採集され、それを元に1989年、やはり湊がナメクジ科の新属新種として記載した。この時点で四国と本州の5県から発見されていた。ツブツブをイボイボに変更した理由は示されていない。
原記載
- Granulilimax fuscicornis Minato, 1989 Venus (Jap. Jour. Malac.) 48 (4): 255-258[1]
- タイプ産地：香川県綾歌郡綾歌町富熊大原（現・丸亀市綾歌町富熊）
- ホロタイプ：体長24mm、体幅2.3mm　タイプ産地産。国立科学博物館所蔵（登録番号：NSMT-Mo 65844）
- パラタイプ：体長11.5mm、体幅3mm　徳島県高越山産。国立科学博物館所蔵（登録番号：NSMT-Mo 65845）
- 備考：原記載ではタイプ産地がパラタイプの産地である高越山と記されており、ホロタイプの産地と齟齬を生じていたが、これは当初ホロタイプに予定していた高越山産の標本を後にパラタイプに変更し、新たに綾歌町産の標本をホロタイプとした際に、原稿のタイプ産地の方を訂正し忘れたために生じたミスであることが明らかにされている[3][4]:38。従って、原記載の記述とは異なり、ホロタイプの産地である丸亀市綾歌町がタイプ産地となる。

科
先述のとおり原記載では柄眼目のナメクジ科 Philomycidae の種として記載されたが、後に記載者である湊自身により収眼目のホソアシヒダナメクジ科 Rathouisiidae に分類が変更された:90-91。ホソアシヒダナメクジ科は東アジアから東南アジアを経てニューギニア・オーストラリア北部まで分布する他の陸産貝類を捕食するグループである。イボイボナメクジの諸特徴は、原記載に示された生殖器の問題を除けば、この科の特徴によく合致する。
属
本種はイボイボナメクジ属のタイプ種であるが、全く系統の異なるナメクジ科のナメクジ属 Meghimatium との比較で新属と判断されて創設されたため、その後の分類先であるホソアシヒダナメクジ科の他属、すなわち中国から記載された Rathouisia や東南アジアやオセアニア地域から知られる Atopos （Prisma を含む）などとの関係は十分に明らかになっていない。ミトコンドリアDNAのCOI領域を調べた研究によって、イボイボナメクジ属の種はAtoposの種やゴマシオナメクジ類（後述）とは遺伝的に大きく離れていることが示されている。
種
2000年代初頭頃までは、山梨県から日本最西端の沖縄県与那国島に至るまでの広い範囲から記録されたものが全て本種と考えられていた。しかしその後になって、非公式ながらも研究者らの見解として、それらには複数種が含まれている可能性が示唆されるようになり、少なくともタイプ産地である四国以外のものについては、外見からの区別が困難な多くの種を含む同胞種群としてイボイボナメクジ類と表記すべきかも知れないとの意見も出されている:41。

## 日本の類似種・近縁種
- 本州

2016年版の福井県のレッドデータッブック には以下の種が掲載されている。
- シライボイボナメクジ Granulilimax sp.　

同県の大野市、勝山市、池田町、南越前町から確認されているという。ただし乳白色で細長い縁取りがあるものと、淡橙色の背面に2本の黄褐色の縦帯があるものとの「外部形態の異なる二系統の個体」があるとされ、表記の和名がどのようなものを指すのかが必ずしも判然としない説明となっている。
- 南西諸島

2017年版の沖縄県のレッドデータブック には以下の種が挙げられている。
- イボイボナメクジ属の一種（１） Granulilimax sp. 1

与那国島に固有 約2cm 茶褐色で正中線に沿い不明瞭な黒縦帯がある。外見による近似種との区別は極めて困難で、生殖器で区別される。
- イボイボナメクジ属の一種（2） Granulilimax sp. 2　

西表島に固有。暗灰色で正中線に沿い不明瞭な黒縦帯がある。幼体のみが知られる。
- イボイボナメクジ属の一種（3） Granulilimax sp. 3　

宮古島に固有。約2cm 茶褐色で正中線に沿い不明瞭な黒縦帯がある。外見による近似種との区別は極めて困難で、生殖器で区別される。
- ホソアシヒダナメクジ科の一種（1） Rathouisiidae gen. & sp. 1　

奄美大島から久米島にかけて分布　3.5cm前後、灰色から黒褐色で黒色細斑が多数ある。
- ホソアシヒダナメクジ科の一種（2） Rathouisiidae gen. & sp. 2　

宮古島から西表島にかけて分布。4cm前後、紫灰色で　不規則な茶色斑が多数ある。
- ホソアシヒダナメクジ科の一種（3） Rathouisiidae gen. & sp. 3　

与那国島。4cm前後、 紫灰色で不規則な褐色斑がある。ホソアシヒダナメクジ科の一種（2）に酷似するが生殖器が異なる。
- ホソアシヒダナメクジ科の一種（4） Rathouisiidae gen. & sp. 4　

沖縄島に固有。3cm前後、　淡褐色で小斑がある。ホソアシヒダナメクジ科の一種（1）に似るが生殖器が異なる。
- ホソアシヒダナメクジ科の一種（5） Rathousidae gen. & sp. 5　

石垣島と西表島に固有。　2.5cm前後でやや細く、　背面は黒色無斑で腹面は白色。ホソアシヒダナメクジ科の一種（6）に酷似するが生殖器が異なる。
- ホソアシヒダナメクジ科の一種（6） Rathousidae gen. & sp. 6　

沖縄島北部に固有。2,5cm前後でやや細く、　背面は黒色無斑で腹面は白色。ホソアシヒダナメクジ科の一種（5）に酷似するが生殖器が異なる。
- ホソアシヒダナメクジ科の一種（7） Rathousidae gen. & sp. 7　

トカラ列島から沖縄島にかけて分布。2cm前後で、背面は茶色で無斑、腹面は白色。
- その他、湊（2015）[3] によれば以下のように仮称するものがあるというが、分類されるべき属や上記の他種との関係も含め不明な点が多い。ゴマシオナメクジについては、ミトコンドリアDNAのCOI領域を調べた研究によってイボイボナメクジ属には属さないことが示唆されている[12]。
  - イズモゴマシオナメクジ（仮称）（島根県）
  - マバラクロツブナメクジ（仮称）（八丈島）
  - クロツブナメクジ（仮称）（沖縄県）
  - ゴマシオナメクジ（仮称）（沖縄県）

## 種（同種の可能性のあるものを含む）の保全状態評価
イボイボナメクジ
- （2017）[15]絶滅危惧II類 (VU)（環境省レッドリスト）

- 絶滅危惧I類 - 兵庫県（2013/Aランクとして）[16]
- 絶滅危惧II類 - 香川県（2004）[17]
- 準絶滅危惧種 - 愛知県（2015）[18]、滋賀県（2015）[19]、徳島県（2013）[20]
- 情報不足 - 静岡県（2004）[21]、岐阜県（2010）[7]、大阪府（2014）[22]、奈良県（2016）[23]、愛媛県（2014）[24]

イボイボナメクジ属の一種
- 情報不足—岡山県（2009）[25]、宮崎県（2015）[26]